# Taxusgalmug
De taxusgalmug (Taxomyia taxi) is een muggensoort uit de familie van de galmuggen (Cecidomyiidae). De wetenschappelijke naam van de soort is voor het eerst geldig gepubliceerd in 1861 door Inchbald.